# Ecorregión terrestre estepa andina austral
La ecorregión terrestre estepa andina austral (en  inglés Southern Andean steppe) (NT1008) es una georregión ecológica situada en las altas cumbres de la Cordillera de los Andes y cordilleras cercanas en el sector occidental y sur del Cono Sur de América del Sur. Se la incluye entre los pastizales y matorrales de montaña del neotrópico de la ecozona Neotropical. Presenta un alto porcentaje de endemismos vegetales y faunísticos.

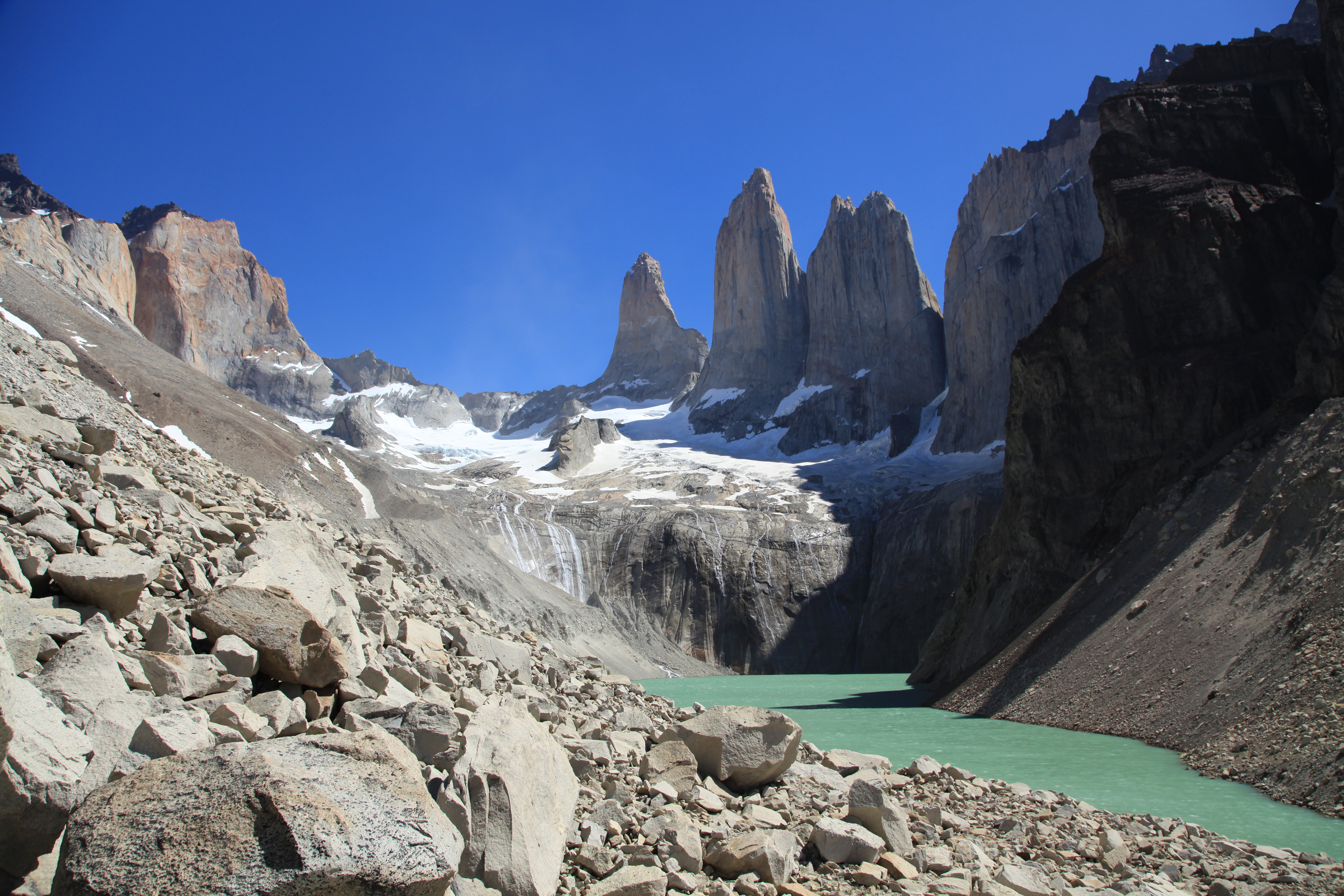
Sector del parque nacional Torres del Paine correspondiente a esta ecorregión.

## Distribución

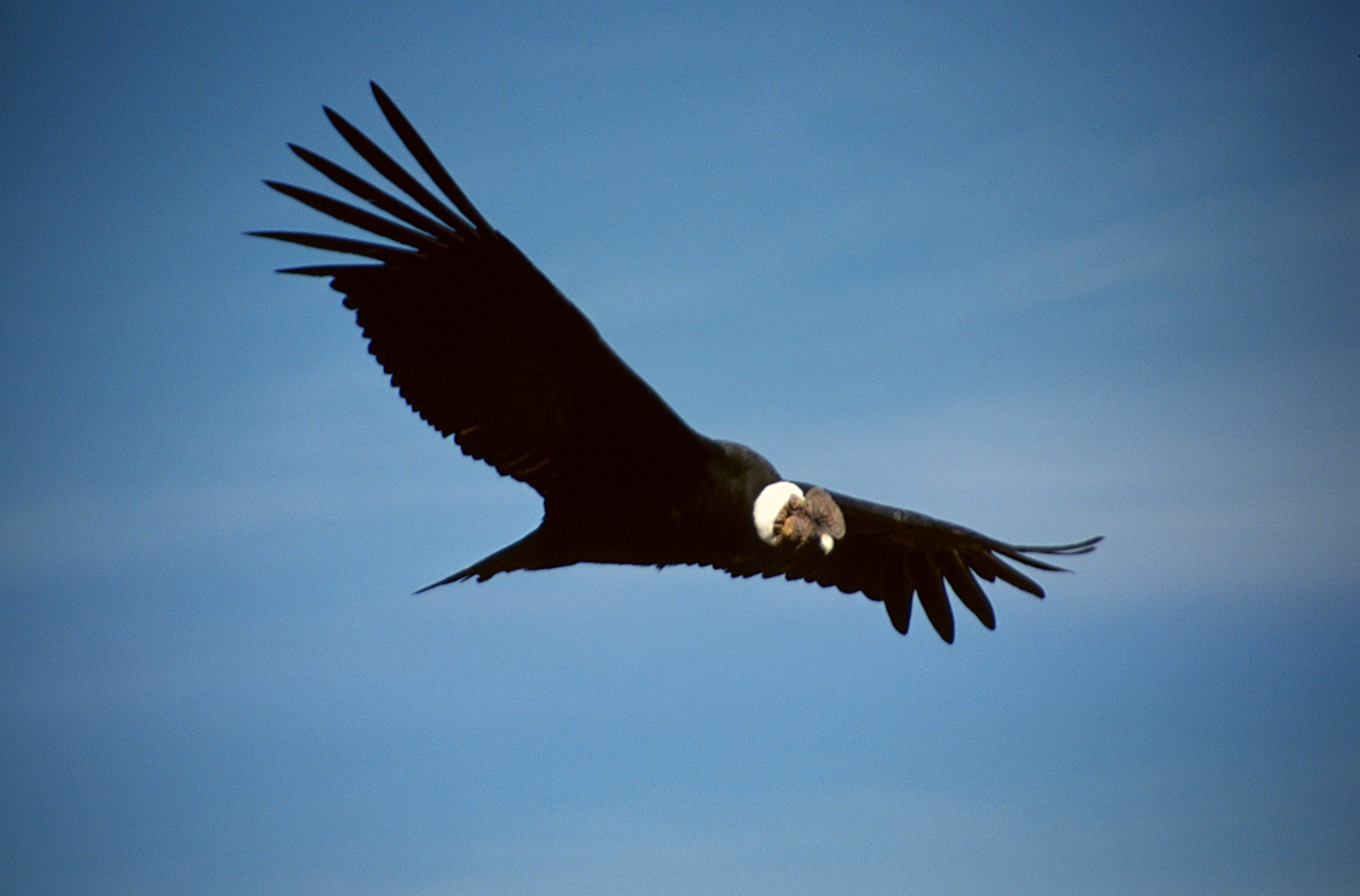
Entre las aves de esta ecorregión es el cóndor (Vultur gryphus) la más emblemática.

Esta ecorregión terrestre se distribuye en el oeste y sur de la Argentina, y el este y sur de Chile.
Se encuentra sobre la Cordillera Principal, la Cordillera Frontal, y la Precordillera, en la Argentina desde el oeste de Catamarca, oeste de La Rioja, oeste de San Juan, oeste de Mendoza, hasta el noroeste de Neuquén, de manera continua, y formando “islas” rodeadas por bosques se presenta desde el oeste de Neuquén, el oeste de Río Negro, oeste de Chubut, oeste de Santa Cruz hasta el sur de Provincia de Tierra del Fuego, Antártida e Islas del Atlántico Sur.
Sobre el tramo final de la Cordillera de los Andes, en el sector que atraviesa la Patagonia, esta ecorregión se encuentra entre el límite altitudinal superior de los bosques patagónicos y el límite inferior de las nieves eternas. 
En Chile se distribuye en las regiones de: Atacama, Coquimbo, Valparaíso, Metropolitana, O'Higgins, Maule, Biobío, Araucanía, Los Ríos, Los Lagos, Aysén, y Magallanes y de la Antártica Chilena,
Forma complejos ecotonos con la puna, con los bosque templados valdivianos, y con  la estepa patagónica.
En el sur se encuentra en altitudes desde los 600 m s. n. m., mientras que en el norte se presenta a más de 3500 m s. n. m.

## Características biológicas

### Flora
Fitogeográficamente, el sector norte pertenece al distrito fitogeográfico altoandino cuyano, mientras que el sector sur se lo incluye en el distrito fitogeográfico altoandino austral, ambos se incluyen en la provincia fitogeográfica Altoandina. Se encuentra en las altas cumbres de la Cordillera de los Andes y cordilleras cercanas en el sector occidental del Cono Sur de América del Sur. Incluye formaciones de estepas graminosas en valles, reemplazados por arbustales en las laderas rocosas.

### Fauna
Mamíferos
Entre los representantes mastofaunísticos que habitan en esta ecorregión terrestre destacan los roedores, como la laucha andina (Calomys lepidus), el ratón andino (Akodon andinus), el chinchillón o vizcacha serrana (Lagidium viscacia), y la rata chinchilla (Abrocoma cinerea). Un lugar relevante lo ocupa el guanaco austral (Lama guanicoe guanicoe), capturado por el puma (Puma concolor puma) y el zorro colorado o culpeo (Lycalopex culpaeus), etc.
Aves
Entre las aves de esta ecorregión destacan el cóndor (Vultur gryphus), la dormilona cenicienta (Muscisaxicola cinereus), la dormilona frente negra (Muscisaxicola frontalis), la dormilona chica (Muscisaxicola maculirostris), el comosebo andino (Phrygilus gayi), el yal plomizo (Phrygilus unicolor), la agachona de collar (Thinocorus orbignyianus), la monterita pecho gris (Poospiza hypochondria), la palomita cordillerana (Metriopelia melanoptera), la gaviota andina (Chroicocephalus serranus), el picaflor andino (Oreotrochilus leucopleurus), la caminera grande (Geositta isabellina), etc.